# Неокастра
Фема Неокастра (грец. θέμα Νεόκαστρα) — військово-адміністративна одиниця Візантійської імперії (фема), яка розташовувалась на заході Малої Азії (сучасна Туреччина). Утворено 1162 року. Назва перекладається як «Нові фортеці». Припинила існування у 1330-х роках внаслідок захоплення бейліками Караси і Сарухан.

## Історія
З метою захисту західних володінь та приморської території Малої Азії від нападів кочових турків (туркменів) імператор Мануїл I близько 1162 року наказав створити нову фему Неокастра. Вона мала суто військову функцію, тому більшість міст було зміцнено, споруджено нові укріплення, тому вона йотримала назву Нові фортеці (Неокастра). Основу феми становили міста Адрамміттій, Пергам і Хліара. До 1180 року відбулося відродження міст та сіл провінції, завдяки надійному захисту.
З падінням династії Комнінів у 1185 році починаються заколоти та посилюються напади сельджуків, що негативно вплинуло на господарство й захист феми. У 1204 році після розпаду Візантії фема Неокастра увійшла до складу Нікейської імперії, але невдовзі стало місцем боротьби з латинською імперією. В результаті було втрачено місто Адраміттій, а Пергам практично повністю зруйновано.
Відродження феми відбулося у середині 1220-х років внаслідок успішних війн імператор Іоанна III проти Латинської імперії. В цей час фема повертає Адраміттій, дещо розширюється на схід. Відбувається відродження міст та фортець. В таком вигляді вона існувала до кінця XIII ст. В цей час починає зазнавати нападів з боку бейліків Сарухан і Караси. Більшість території втрачено у 1304—1311 роках. У 1334 році було втрачено Адраміттій, а у 1336 році — Пергам.

## Адміністрація
Територія охоплювала від міста Адраміттій до Пергама. Центром було місто Хліара. На чолі стояв дука.

## Відомі дуки
- Лібадарій (1295—1297)
- Костянтин Дука Нестонг (1303—1304)